# Essex (Alison Moyet)
Essex è il quarto album in studio della cantautrice pop Alison Moyet, pubblicato il 21 marzo 1994 dall'etichetta discografica Columbia Records.

## Tracce
1. Falling – 3:41 (Alison Moyet, Pete Glenister)
2. And I Know – 3:49 (Alison Moyet, Pete Glenister)
3. Whispering Your Name – 3:28 (Jules Shear)
4. Getting into Something – 4:16 (Alison Moyet, Pete Glenister)
5. So Am I – 3:45 (Broudie, Moyet)
6. Satellite – 4:17 (Alison Moyet, Pete Glenister)
7. Ode to Boy – 2:53 (Moyet)
8. Dorothy – 3:27 (Alison Moyet, Pete Glenister)
9. Another Living Day – 3:45 (Alison Moyet, Pete Glenister)
10. Boys Own – 4:05 (Alison Moyet, Pete Glenister)
11. Take of Me – 4:08 (Alison Moyet, Pete Glenister)
12. Ode to Boy II – 2:58 (Moyet)
13. Whispering Your Name (Single Mix) – 3:48 (Jules Shear)